# Peter Sinfield
Peter John Sinfield (27. prosince 1943 Londýn – 14. listopadu 2024) byl anglický básník a hudebník, známý jako textař a člen rockové skupiny King Crimson, jíž byl spoluzakladatelem.
V roce 1967 začal spolupracovat s Ianem McDonaldem, který následujícího roku přišel do skupiny Giles, Giles and Fripp, z níž se ještě téhož roku vyvinuli King Crimson. U King Crimson působil Sinfield nejen jako textař, ale i jako autor a obsluha na tu dobu unikátního pódiového osvětlení a později i jako hráč na syntezátor. Byl právoplatným členem skupiny a napsal pro ni texty prvních čtyř alb, In the Court of the Crimson King (1969), In the Wake of Poseidon (1970), Lizard (1970) a Islands (1971). Na konci roku 1971 ale kapelu kvůli neshodám s kytaristou Robertem Frippem opustil. V roce 1973 vydal své jediné sólové album Still.
Psal také texty pro skupiny Roxy Music, Emerson, Lake & Palmer a další.
Zemřel 14. listopadu 2024 ve věku 80 let.